# Station Steinfeld (Oldb)
Station Steinfeld (Oldb) (Bahnhof Steinfeld (Oldb)) is een spoorwegstation in de Duitse plaats Steinfeld, in de deelstaat Nedersaksen. Het station ligt aan de spoorlijn Delmenhorst - Hesepe. Het station telt één perronspoor. Op het station stoppen alleen treinen van de NordWestBahn.

## Treinverbindingen
De volgende treinserie doet station Steinfeld (Oldb) aan:
| Serie | Treinsoort                  | Route                                                                           | Bijzonderheden |
| ----- | --------------------------- | ------------------------------------------------------------------------------- | -------------- |
| RB 58 | Regionalbahn (NordWestBahn) | Osnabrück Hbf – Bramsche – Steinfeld (Oldb) – Vechta – Delmenhorst – Bremen Hbf | Der Bramscher  |